# Albert Laski

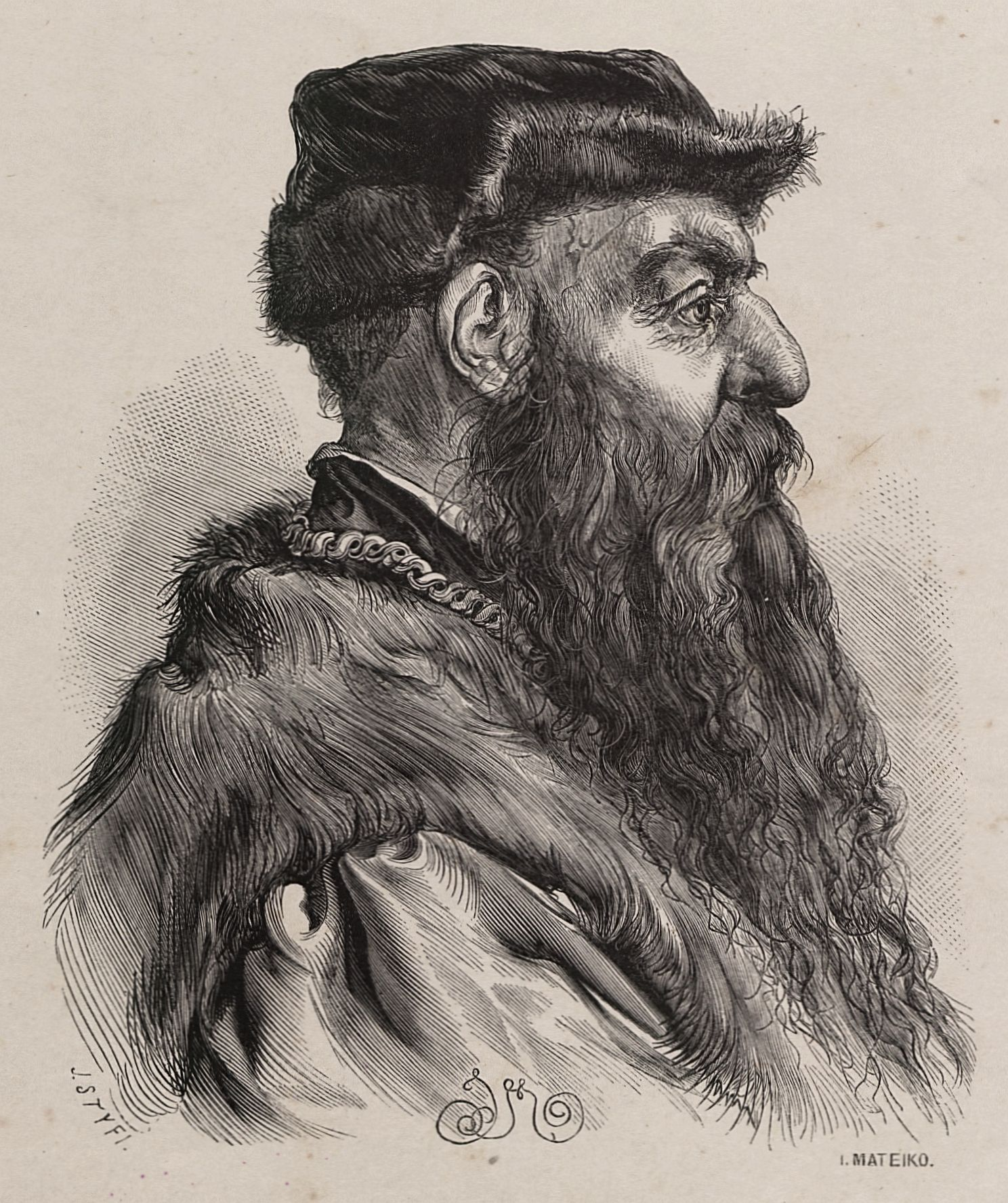
Albert Laski,nobil şi aventurier polon, ilustraţie din 1876 după un desen de Jan Matejko

Albert Laski, în polonă Olbracht Łaski (uneori cunoscut și ca Adalbert Laski n. 1536, Kežmarok, Prešovský kraj, Slovacia – d. 23 noiembrie 1605, Łask, voievodatul Łódź, Polonia) a fost un nobil polonez, diplomat, om de arme, aventurier și cărturar, om al Renașterii,  născut în actuala Slovacie, cunoscut și pentru intervențiile sale în viața politică a Moldovei și Transilvaniei. Din anul 1566 a fost voievod de Sieradz. Era și senior al domeniilor Kieżmark, Savnik și Dunajec.

## Date familiale
S-a născut la Kieżmark (Késmárk, azi Kežmarok în regiunea Spiš (Szepesség sau Zips) din Slovacia, pe atunci pe teritoriul Regatului Ungariei ca fiu al lui Jarosłlaw Hieronim Łaski, nobil, voievod de Sieradzie și diplomat și al soției sale Anna Kurozwęcka din familia nobililor Rytwiański.
Numele Łaski venea de la domeniul lor din Łask, Piotrkow din Polonia Mică.
Familia Łaski se trăgea din spița de nobili șleahtnici Korab.
Tatăl, Jarosłlaw Hieronim Łaski venise în Ungaria pentru a sprijini pe Ioan Zapolya în lupta cu împăratul austriac Ferdinand I pentru hegemonia în ceea ce a rămas din regatul Ungariei după cucerirea turcă.
Fratele mai mare al lui Albert era reformatorul protestant, pastorul polonez, stabilit în Anglia, Jan Łaski junior (młodszy) (Johanes a Lasco).
La 16 ani, în 1552, Albert a rămas orfan de mamă.

## Activitatea politică și militară
Bibliofil și poliglot, Albert Łaski era în același timp antrenat din tinerețe în arta militară, energic, ambițios, călăuzit de un spirit machiavelic și nu lipsit de cruzime. La vârsta de 50 ani era încă vânjos la trup, purta o barbă lungă și deasă care îi acoperea și umerii, prefera veștminte de culoare purpurie.
La început de religie protestantă calvinistă, a trecut din 1569 la catolicism. Ceea ce nu l-a împiedicat să fie preocupat de ocultism și alchimie, cu speranța de a produce aur din alte substanțe.

### Intervențiile sale în Moldova
Albert Łaski s-a pus în slujba dinastiei Habsburg și cu sprijinul împăratului austriac Ferdinand I, Împărat Roman în fruntea a circa 4000 de mercenari, a propulsat în anul 1561 pe aventurierul grec Ioan Iacob Heraclid, cunoscut apoi ca Despot Vodă pe tronul Moldovei.
În anul 1563 a încercat, după o perioadă de conflict cu Despot Heraclid, să intervină iarăși în ajutorul lui, dar de data aceasta nu a putut împiedica înfrângerea și detronarea acestuia. Ulterior a speculat posibilitatea de a candida el însuși la tronul Moldovei.

### Rolul său în politica poloneză
Regele Sigismund August i-a încredințat lui Albert Łaski palatinatul Seradzie (1566) (la vest de Łódź) ca răsplată pentru succesele militare în combaterea raziilor tătarilor în Podolia.

In 1569 Albert Łaski s-a numărat printre nobilii întruniți la Lublin pentru a aproba uniunea constituțională propusă de regele Sigismund August dintre Polonia și Marele Ducat al Lituaniei.
În anul 1573 a fost la Paris în cadrul delegației de nobili poloni venită pentru încoronarea lui Henri de Valois ca rege al Poloniei, iar după fuga acestuia din Polonia a sprijinit candidatura prințului austriac Ernst la tronul Poloniei.
Când principele Ștefan Bathory al Transilvaniei a urcat pe tronul Poloniei, Łaski s-a temut să nu cadă în disgrație.
Interesat de cultură, Łaski l-a gazduit în acei ani în castelul său, printre alții, și pe poetul Jan Kochanowski, ale cărui opinii politice le-a influențat.

## Misiunea lui în Anglia. Legăturile cu alchimiștii englezi
Una din principalele preocupări ale lui Albert Laski era alchimia și eventualele aplicații ale acesteia în rezolvarea problemelor financiare.
Încă în 1569 a ajutat la publicarea la Cracovia a cărții lui Paracelsus, Archidoxae Philosophiae, pe care faimosul autor i-a dedicat-o.  
În anul 1583 a fost trimis în misiune diplomatică la Londra, la curtea Elisabetei I din partea regelui Ștefan Bathory al Poloniei.
Cu această ocazie a fost călăuzit de diplomatul și poetul Philip Sidney și a asistat la dezbaterile de la Universitatea Oxford dintre Giordano Bruno și filosofii locali. Apoi a mers la Mortlake pentru a-l cunoaște pe dr.John Dee, renumit matematician, astronom și nu mai puțin faimos alchimist și spiritist, care auzise la rândul său de experiențele sale alchimice. La început prezența aristocratului polon la curtea Elisabetei I (în straie ca și regești, de aceeaș culoare cu cele ale reginei)

a făcut senzație ("the comet of the season"), a beneficiat de o recepție din partea favoritului reginei, Robert Dudley, earl of Lancaster, la Palatul Greenwich, regina i-a pus la dispoziție o șalupă regală pentru o călătorie pe Tamisa până la Oxfordshire. În cele din urmă a fost silit să părăsească în pripă Anglia din cauza numeroaselor datorii pe care le-a contractat.

Faptul ca la 26 iunie 1583 un duh invocat de magicienii englezi i-a  prezis ca va ajunge pe tronul Poloniei după moartea regelui Ștefan Bathory, l-a întărit pe Laski în decizia de a-i invita pe aceștia în Polonia.
 
La invitația și în compania sa, după ce „s-au consultat cu îngerii”, dr Dee și colaboratorul acetuia, magicianul Edward Kelly au venit și ei pe continent ajungând în Polonia prima oară în septembrie 1583. Apoi au vizitat orașele din nordul Germaniei și au petrecut Crăciunul la Poznań. În februarie 1584 oaspeții englezi au tras la castelul din Łask, precum și la curtea regelui Stefan Bathory unde au încercat și să producă fără succes "piatra filosofală]". In loc de aceasta dr Dee a reușit din când în când să intre în „comunicație” cu spirite ale unor persoane cunoscute (ca de pildă cumnatul lui Laski, Vincent Sayve) sau ale unor îngeri cu nume stranii ca Nalvage și Madimi.
Au sejurnat și la Cracovia, unde Laski a locuit în incinta bisericii Sf. Stanislav, iar 
în septembrie 1584 împreună cu dr.Dee a fost primit în audiență de împăratul Rudolf al II-lea, care era ostil regelui Stefan Bathory. Cum experientele alchimice nu au dat rezultatele scontate, în anii urmatori Rudolf al II-lea a interzis accesul amicilor englezi ai lui Laski în Bohemia, iar cărțile dr-ului Dee au fost arse în public la Praga. Pe regele Ștefan Bathory musafirii din Anglia l-au mai vizitat în scopuri „curative” în castelul Niepolomice, atunci când monarhul căzuse bolnav de boala ce urma să-l răpună.

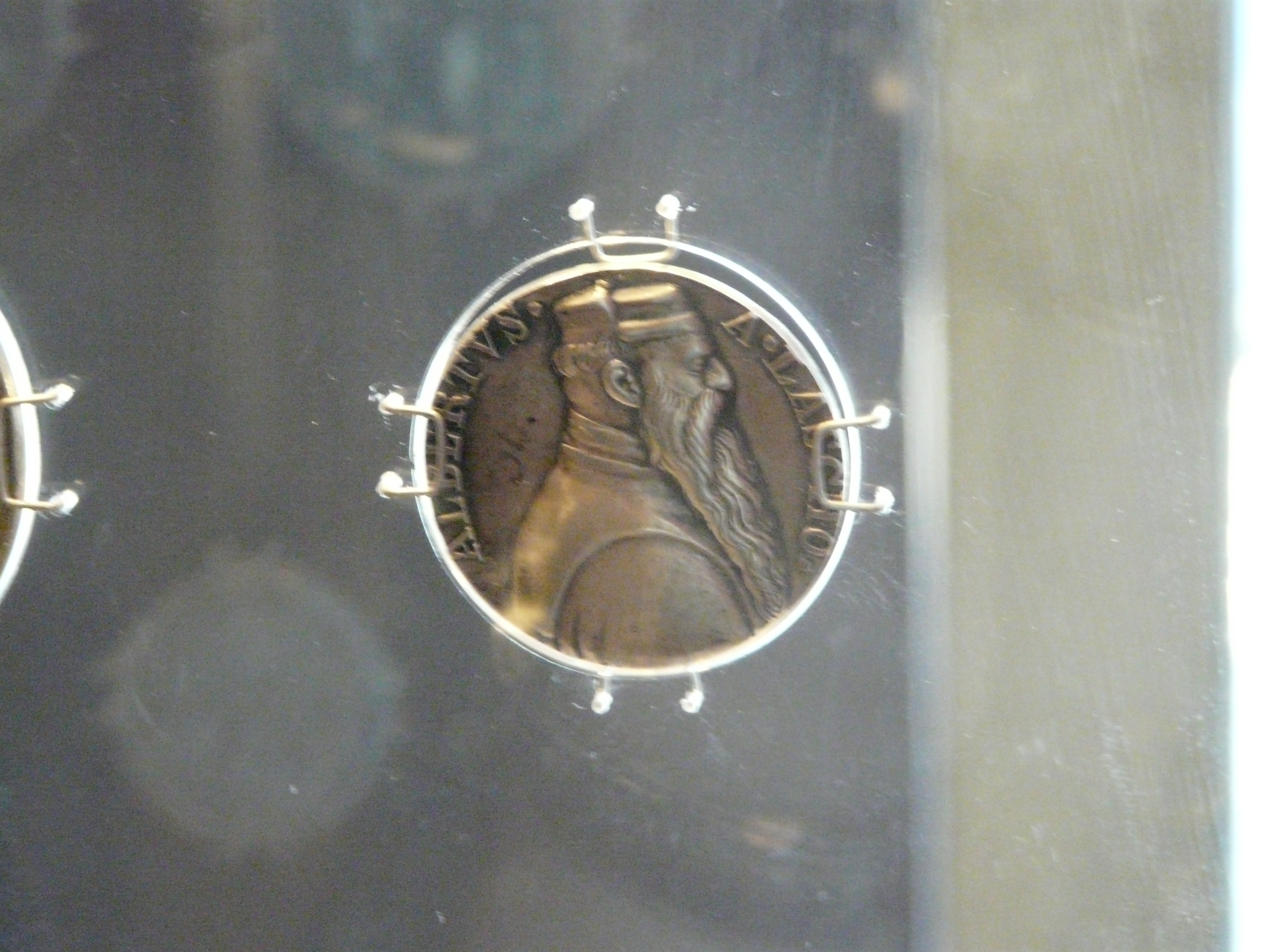
Medalie cu efigia lui Albert Laski de la Muzeul din Poznan

Laski a ajuns aproape la sapă de lemn după ce a risipit circa 900 000 de ducați cu voiajele sale in Anglia șף Europa și cu întreținerea celor doi alchimiști din Țara Albionului.

## Łaski și soțiile sale
Albert Łaski a fost căsătorit de trei ori. Mai întâi s-a însurat cu Katarzyna Buczyńska, văduva căpitanului Serédy György  din Kassa, (Košice de astăzi). Apoi în 1564  a luat de soție pe văduva lui Ilia Ostrogski, Beata Kościelecka (1515-1576),(fiica lui Katarzyna Telniczanka, care fusese amanta regelui polon Sigismund cel Bătrân și după unele zvonuri, fiica nelegitimă a acestuia din urmă). La numai un an după căsătorie, în anul 1565 Łaski a închis pe soția sa Beata într-un castel  și i-a confiscat toata averea. La urmă s-a căsătorit cu o franceză, Sabine de Sève sau Sabine Sayve (d.1611), fiica unei familii de juriști activi la Dijon
 pe care a cunoscut-o cu prilejul misiunii la Paris în 1573.

După unele surse,
sora astrologului francez Vincent de Sève din Beaucaire, Languedoc. (Vincent de Sève este cunoscut pentru cele 58 pretinse preziceri „sexiene” (în strofe de câte șase rânduri)  postume ale lui Nostradamus pe care le prezentase în anul 1605 regelui Henric al IV-lea al Franței).    
De la Sabine de Sève , Albert Laski a  avut patru copii: doi fii - Jan Olbracht Łaski, Han Hieronim Łaski, și doua fete -Maria Izabella Łaska și Leonora Łaska. Fiii săi nu au avut moștenitori.

## Albert Laski în artă,literatură și muzică
- "Uniunea de la Lublin"  - Albert Łaski apare pictat între magnații poloni care au participat la acest eveniment, pe renumitul tablou cu acest nume al lui Jan Matejko ("Unia lubelska")(1869)

Albert Laski e personajul cu numărul 35[nefuncțională]

- opera comică  "Le Roi malgré lui" ("Rege fără voie") (1887) de Emmanuel Chabrier, pe libret de Emile de Najac și Paul Burani, după un vaudeville (1836) de Marguerite Louise Virginie Ancelot -Łaski, rol de bas, este șeful conspirației contra noului rege al Poloniei, Henri de Valois, pe care urmărește să-l izgonească din țară și să-l înlocuiască cu arhiducele de Austria.

Între altele, Laski este stăpânul unei sclave numită Minka.